# Shankaracharya Shantanand
Dieser Artikel wurde in der Qualitätssicherung Religion eingetragen. Hilf mit, die inhaltlichen Mängel dieses Artikels zu beseitigen, und beteilige dich an der Diskussion.

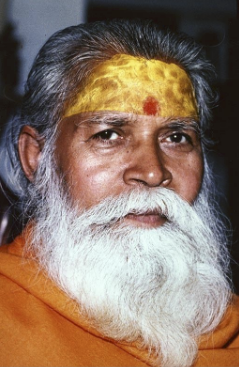
Swami Shantanand Saraswathi

Swami Shantanand Saraswati (1913–1997) war Shankaracharya des Lehrsitzes und Ashrams Jyotir Math von 1953 bis 1980, er war ein Schüler und Anhänger von Swami Brahmanda Saraswati und war sein Nachfolger als Shankaracharya.

## Leben
1953, fünf Monate vor seinem Tod, verfasste Brahmananda Saraswati, der Shankaracharya von Jyotir Math ein handschriftliches Testament, in dem er seinen Schüler Swami Shantanand als seinen Nachfolger bestimmte.
Shantanand nahm die Ernennung zum Shankaracharya an; seine Autorität wurde von mehreren Schülern und Anhängern von Brahmananda in Frage gestellt; diese waren der Auffassung, dass Shantanand die Erfordernisse, wie sie sich in den Mahanusasana-Texten beschrieben findet, nicht erfülle.
Shantanand Saraswati wurde in jungen Jahren ein lernwilliger Anhänger von Brahmanda Saraswati. Er wollte ein zölibatär lebender Einsiedler-Sadhu werden, aber Brahmananda Saraswati riet ihm zu heiraten. Infolgedessen lebte Shantanand das Leben eines Familienvaters, arbeitete als Buchbinder und kümmerte sich 14 Jahre lang um Frau und Kind. Nach dem Tod seiner Frau trat er mit seinem einstigen Wunsch abermals an Brahmananda Saraswati heran und dieser gestattete ihm nun zölibatärer Sadhu, „Mönch“ zu werden. Shantanand war der erste Shankaracharya der einen Teil seines Lebens als Familienvater gelebt hatte. Dieser Traditionsbruch wurde zu einer Streitfrage bis hin zur Notwendigkeit gerichtlicher Klärungen und fand keine Zustimmung unter anderen Anhängern von Brahmananda. Manche behaupteten vor Gericht, dass Brahmananda nicht mehr recht bei Verstand gewesen sei, was aber von 3 Ärzten, die ihn in jenem Zeitraum untersucht hatten, als Zeugen verneint wurde.
Shantanand Saraswati empfing Besucher von einigen Organisationen aus dem Westen und machte so seine Lehren in der ganzen Welt verfügbar. In den 1960er Jahren reisten Dr. Francis Roles von der „Study Society“ und Leon MacLaren von der „School of Economic Science“  nach Indien und wurden Anhänger von  Swami Shantanand Saraswati, was dazu führte, dass von da an die Lehren dieser zwei Organisationen überwiegend von Advanta Vedanta her begründet wurden. Er war auch der Guru der „School of Meditation“ am Holland Park in London. Mehr als 30 Jahre lang verbreitete er seine Lehren auch im Westen. Bevor er starb, schrieb er einen Brief an Studenten im Westen, worin er äußerte: „Ihr habt alles was nötig ist, um weiter zu machen; ihr müsst nur das in die Praxis umsetzen, was euch gegeben wurde.“
Zwischenzeitlich verständigten sich einschlägige Organisationen darauf, Swami Krishnabodha Asrama – statt des Anspruchs auf das Shankaracharya-Sein von Jothir Math und der Umsetzung desselben vonseiten Shantanands – vorzuschlagen. Allerdings verstarb Asrama 1973 und er benannte seinen ergebenen Schüler Swaroopananda Saraswati , einen früheren Schüler von Brahmananda, als seinen Nachfolger. Weil jedoch Shantanand den Jothir Math Ashram, welchen Brahmananda wieder aufgebaut hatte, noch in Anspruch nahm, ließ sich Swaroopananda stattdessen in einem nahegelegenen Gebäude bzw. Ashram  nieder.
Die Lehren von Sri Shantanand Saraswati werden im Westen sorgsam und in größerer Breite studiert, ernst genommen und zwar aufgrund der Führung, welche er der Study Society und der School of Economic Science gegeben hatte; diese beiden bieten Kurse, Lehrveranstaltungen, Vorträge und Publikationen zur Philosophie der Nicht-Dualität an. Sie sind auch verantwortlich für die Verbreitung und öffentliche Bekanntmachung eines speziellen Typus von Meditation, welche hie&da als „Transzendentale Meditation“ bekannt ist.
Während seiner Amtszeit zeigte sich Shantanand gegenüber einem anderen ergebenen Schüler von Brahmananda, Maharishi Mahesh Yogi, „hilfsbereit“ und „trat öfters mit Ihm zusammen öffentlich auf“. Im Jahr 1961 kam er zu einem der TM-Lehrerausbildungskurse des Maharishi in Rishikesh und sprach zu den Auszubildenden; er beschrieb die Meditationsmethode als den „Zentralschlüssel zum Wissen des Vedanta“: „Es gibt andere Schlüssel, aber ein Universalschlüssel reicht aus, um alle Riegel öffnen zu können“. 1963 gab Sri Shantanand seine Unterstützung für Maharishi's „All Indian Campaign“.
Schließlich verzichtete Shantanand im Jahr 1980 auf das Amt des Shankaracharyas zugunsten von Dandi Swami Vishnudevand, der das Amt bis zu seinem Tod im Jahr 1989 innehatte. Shantanand wies dann Swami Vishnudevananda Saraswati jene Aufgabe zu. Shantanand starb im Jahr 1997.

## Lehren
Shantanand Saraswati lehrte, dass die Leute ihr spirituelles Leben inmitten all der weltlichen Verantwortlichkeiten entfalten sollen; er ermunterte sie so zu handeln, dass sie ihre Familien, Berufe, Gemeinden fördern und die Harmonie, Schönheit und Wirksamkeit ihrer spirituellen Praktiken im Alltagsleben klar werden lassen.
Sri Shantanand Saraswati bezog sich auf Liebe als „das natürlicherweise Dazwischen-Seiende“, einen Seins-Zustand der stets erreichbar ist, weil er in uns allen vorhanden ist.

## Veröffentlichte Reden, Abhandlungen, Gespräche
- Good Company, ISBN 978-0-9561442-1-8
- Good Company II, ISBN 978-0-9547939-9-9
- The Man Who Wanted to Meet God: Myths and Stories Explain the Inexplicable by His Holiness Shantanand Saraswati, ISBN 978-1-84333-621-1
- Teachings of His Holiness Shantanand Saraswati, ISBN 978-0-9561442-9-4